# Herbert Bockhorn
Herbert Bockhorn (ur. 31 stycznia 1995 w Kampali) – ugandyjski piłkarz niemieckiego pochodzenia występujący na pozycji obrońcy w niemieckim klubie 1. FC Magdeburg. Wychowanek Kilii Kiel, w trakcie swojej kariery grał także w takich zespołach, jak Werder Brema II, Wiedenbrück, Borussia Dortmund II oraz Huddersfield Town.